# داریل سلی
داریل سلی (انگلیسی: Darryl Sly; ۳ آوریل ۱۹۳۹ – ۲۸ اوت ۲۰۰۷) بازیکن هاکی روی یخ اهل کانادا بود.
از باشگاه‌هایی که در آن بازی کرده‌است می‌توان به ونکوور کناکز اشاره کرد.